# 앙골라의 국기

앙골라의 국기 (비율 2:3)

앙골라의 국기는 1975년 11월 11일 독립과 함께 제정되었다. 앙골라의 국기는 앙골라 해방인민운동이라는 정당의 당기를 기초로 한 것이다.
빨간색은 독립 투쟁을, 검은색은 아프리카 대륙을, 노란색은 나라의 부를 의미하며 중앙에 그려진 톱니바퀴는 공업과 노동자를, 칼은 농업과 농민을, 별은 단결과 진보를 의미한다. 톱니바퀴, 칼, 별이 배치된 모습은 소련의 국기에 그려진 낫과 망치와 약간 비슷하다. 1996년과 2003년에는 새로운 앙골라의 국기 디자인이 제안되기도 했지만 채택되지는 않았다.

## 색상
| 색상 | 빨강               | 검정            | 노랑                |
| ---- | ------------------ | --------------- | ------------------- |
| RGB  | 204–9–47 (#CC092F) | 0–0–0 (#000000) | 255–203–0 (#FFCB00) |

## 그 외의 기

앙골라 해방인민운동의 당기
앙골라의 대통령기

## 역대 앙골라의 국기

콩고 왕국의 국기
1996년에 제안되었던 앙골라의 국기 디자인
2003년에 제안되었던 앙골라의 국기 디자인